# 中央警察署 (福岡県)
中央警察署（ちゅうおうけいさつしょ）は福岡県警察が管轄する警察署の一つで、筆頭警察署。福岡地区に属す。署長の階級は警視正。

## 概要
管内は九州最大の都市・福岡市の市役所所在地であり、西鉄のターミナル駅・福岡（天神）駅、九州最大の繁華街・天神を抱えることから、同じく博多駅や中洲地区を管轄に持つ博多警察署と並んで各種統計・数値でも常に上位に名を連ねる県下屈指の大規模警察署である。又、管内である福岡市中央区には領事館が多数存在しそのため2つの連絡派出所が置かれている。管内の大規模商業施設・レジャー施設として福岡三越、岩田屋、大丸福岡天神店、ソラリアプラザ、MARK IS 福岡ももち、天神地下街、新天町商店街、福岡城跡の大濠公園、警固公園、福岡PayPayドームなどがある。
新聞やテレビでは「福岡中央警察署」と表記されるが、これは、中央だけでは抽象的で所在地名が不明瞭なため市名を冠している報道通称である。

## 所在地
- 福岡市中央区天神一丁目3番33号

（大丸福岡天神店の東隣、福岡市役所の真南、福岡県済生会福岡総合病院の西側）

## 管轄区域
- 福岡市中央区

（博多臨港警察署の管轄区域を除く。)

## 沿革

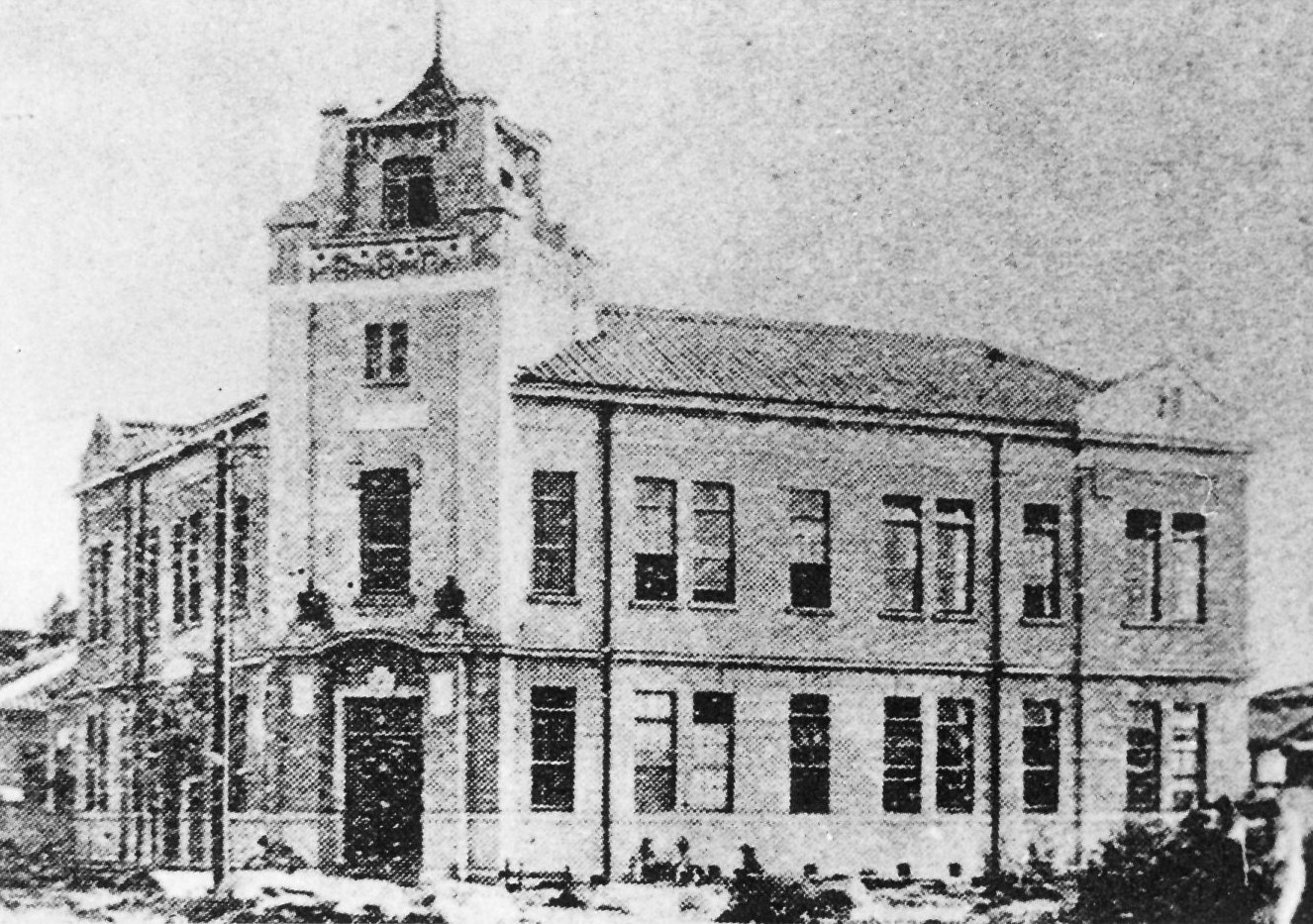
2代目の福岡警察署

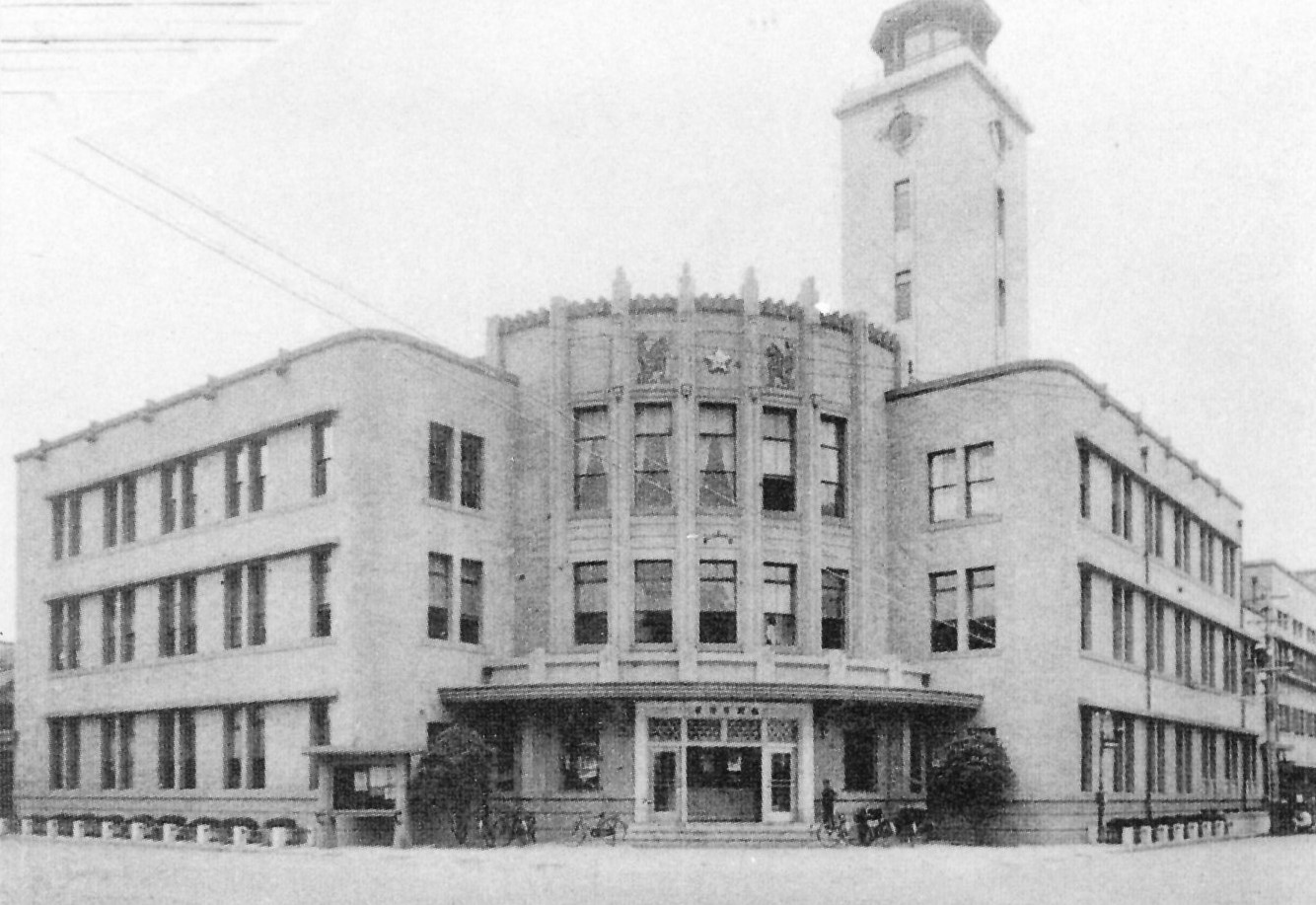
1935年（昭和10年）に建てられた3代目の福岡警察署（後に中央警察署）

- 1876年（明治9年）7月11日 - 現在の天神1丁目16番に福岡警察出張所が設置される。管轄区域は、現在の福岡市・糸島市・古賀市・福津市・糟屋郡の全域と赤間以東を除く宗像郡。
- 1877年（明治10年）2月25日 - 福岡警察出張所を福岡警察署と改称。大名町、西町、呉服町、対馬小路、箱崎、青柳、筒井、姪浜、前原、箱崎、二日市、深江に分署を設置。
- 1880年（明治13年）9月7日 - 福間分署を宗像郡下西郷村に設置し、宗像郡西部19ヵ村を管轄。
- 1886年（明治19年）9月1日 - 前原分署と箱崎分署が前原警察署・箱崎警察署として、福間分署が芦屋警察署赤間分署と統合し赤間警察署として、それぞれ分離独立。
- 1916年（大正5年） - 因幡町（現在の天神1丁目、福岡市役所議会棟付近）に庁舎を新築移転。
- 1935年（昭和10年）10月15日 - 庁舎が手狭になったため、現在の天神1丁目5番30号に庁舎を新築移転。
- 1944年（昭和19年）3月1日 - 水上派出所が博多臨港警察署として分離独立。
- 1948年（昭和23年）3月7日 - 旧警察法施行。自治体警察の福岡市警察部（のちに「福岡市警察局」と改称）と国家地方警察の福岡警察署が同じ庁舎に同居して発足。
- 1954年（昭和29年）7月1日 - 改正警察法施行で県警察が発足し、福岡県福岡警察署となる。
- 1972年（昭和47年）4月1日 - 福岡市が政令指定都市となる。
- 1974年（昭和49年）4月1日 - 福岡市の行政区に合わせて1区1署制を採用。中央区だけを管轄することになり、現在の福岡県中央警察署に改称。
- 1980年（昭和55年）8月15日 - 現在地に庁舎新築。
- 2003年（平成15年）8月27日 - 県下全域交番駐在所再編成により、大名・大手門・平尾の3交番を廃止し、地行交番を明治通り沿いの平野神社敷地から中国総領事館そばのよかトピア通り沿いに移転。
- 2006年（平成16年）4月3日 - 組織改正に伴い、刑事第四課と保安課の保安係（薬物銃器担当係）を統廃合して組織犯罪対策課を新設。

## 組織
副署長のほかに警視相当職として、会計・生活安全・刑事・交通・警備・地域の6管理官を課長の上に置く。
- 総務第一課
- 総務第二課
- 警察安全相談課
- 会計課
- 留置管理課
- 生活安全課
- 少年課
- 刑事第一課
- 刑事第二課
- 刑事第三課
- 組織犯罪対策課
- 交通第一課
- 交通第二課
- 警備第一課
- 警備第二課
- 地域第一課
- 地域第二課
- 地域第三課

## 交番

### 警部交番
| 名称         | 読み     | 所在地                                       |
| ------------ | -------- | -------------------------------------------- |
| 天神警部交番 | てんじん | 福岡市中央区天神2丁目2番31号警固公園(北西角) |

### 交番
| 名称       | 読み         | 所在地                          |
| ---------- | ------------ | ------------------------------- |
| 舞鶴交番   | まいづる     | 福岡市中央区舞鶴1丁目7番        |
| 春吉交番   | はるよし     | 福岡市中央区春吉2丁目11番8号    |
| 清川交番   | きよかわ     | 福岡市中央区清川3丁目4番29号    |
| 警固交番   | けご         | 福岡市中央区警固1丁目13番8号    |
| 薬院交番   | やくいん     | 福岡市中央区薬院4丁目17番1号    |
| 荒戸交番   | あらと       | 福岡市中央区大濠公園3番22号     |
| 地行交番   | じぎょう     | 福岡市中央区地行3丁目29番15号   |
| 六本松交番 | ろっぽんまつ | 福岡市中央区六本松2丁目14番15号 |
| 小笹交番   | おざさ       | 福岡市中央区小笹1丁目4番25号    |

### 連絡派出所
| 名称             | 読み         | 所在地                                                         |
| ---------------- | ------------ | -------------------------------------------------------------- |
| 地行浜連絡派出所 | じぎょうはま | 福岡市中央区地行浜1丁目2番11号(中華人民共和国駐福岡総領事館前) |
| 大濠連絡派出所   | おおほり     | 福岡市中央区大濠公園1番(在福岡米国領事館前)                    |

## 主な事件
- イルマ殺し
- 福岡市中央区における殺人事件 - 未解決。被疑者は現在も逃亡中で、全国に指名手配されている[1]。